# سن-آنری-دو-تاییون، کبک
سن-آنری-دو-تاییون (به فرانسوی: Saint-Henri-de-Taillon) شهری در منطقه شهری لاک-سن-ژان-است ناحیه سگونه-لاک-سن-ژان در استان کبک کانادا است. در سرشماری سال ۲۰۱۱ این شهر ۷۷۱ نفر جمعیت داشته‌است و مساحت آن ۶۲٫۹۵ کیلومتر مربع است.